# Военные оккупации СССР

Советская сфера влияния в Центральной и Восточной Европе с изменениями границ по результату завершения военных операций Второй мировой войны

Во время Второй мировой войны СССР оккупировал и аннексировал несколько стран и отдельных территорий, фактически переданных нацистской Германией в соответствии с секретным протоколом к Договору о ненападении с Третьим рейхом 1939 года. К ним относились восточные регионы Польши (вошедшие в состав двух разных ССР), а также Латвия (ставшая Латвийской ССР), Эстония (ставшая Эстонской ССР), Литва (ставшая Литовской ССР), часть восточной Финляндии (ставшая Карело-Финской ССР) и восточная Румыния (ставшая Молдавской ССР и частью Украинской ССР). Помимо пакта Молотова — Риббентропа и послевоенного раздела Германии, СССР также оккупировал и аннексировал Закарпатье у Чехословакии в 1945 году (стало частью Украинской ССР).
Ниже приводится список различных форм военной оккупации Советским Союзом как в результате пакта с нацистской Германией (накануне Второй мировой войны), так и в ходе холодной войны, последовавшей за победой антигитлеровской коалиции над «осью».

## Предыстория

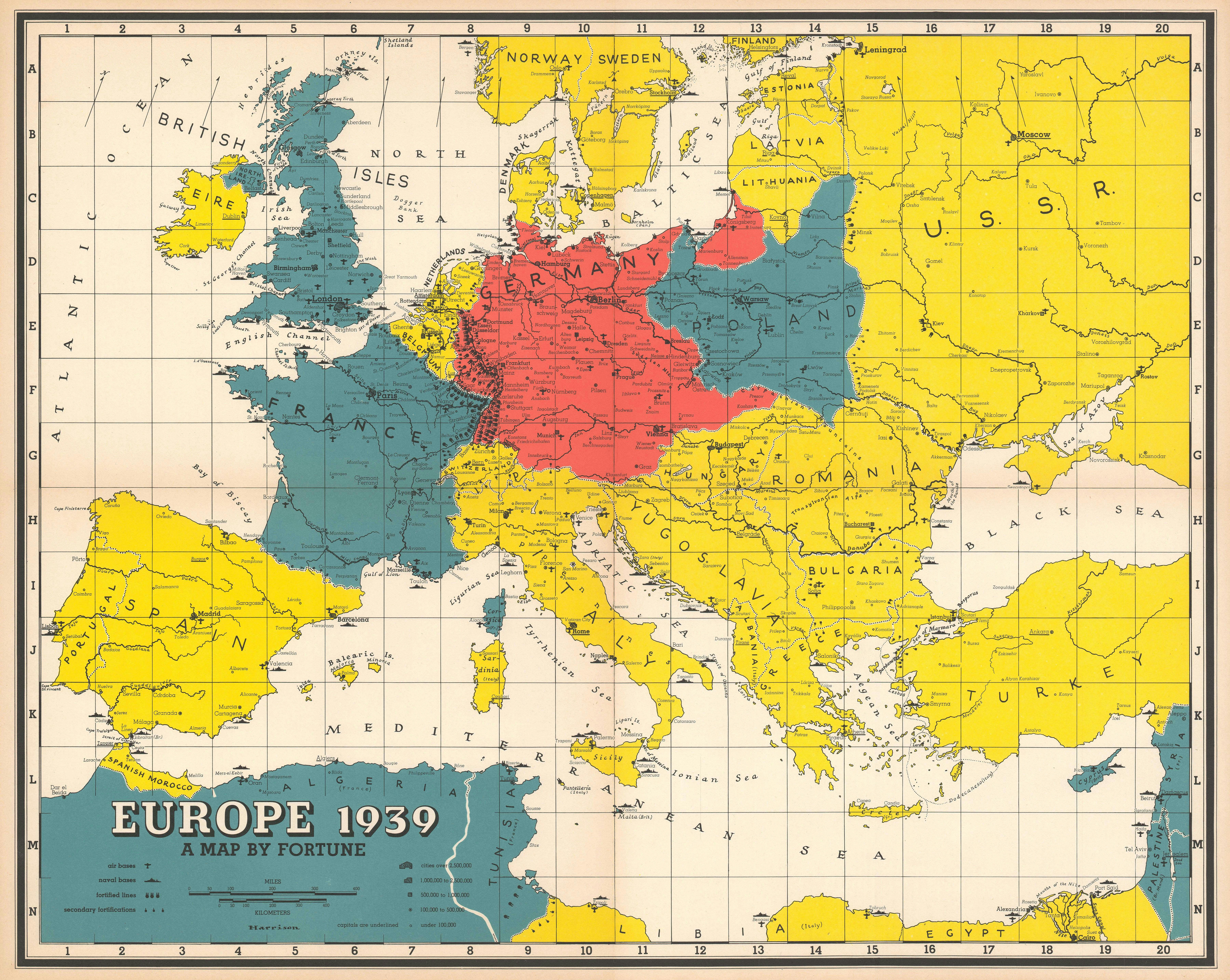
Карта стран Европы в 1939 году

Слева: раздел сфер интересов в Восточной Европе по Секретному доп. протоколу. Справа: фактические изменения территорий к 1941 году.
Оранжевым цветом изображены территории, отходящие и отошедшие к СССР, голубым — территории, отошедшие к Германскому рейху, фиолетовым — территории, оккупированные Германией (Варшавское генерал-губернаторство, Норвегия и протекторат Богемия и Моравия)

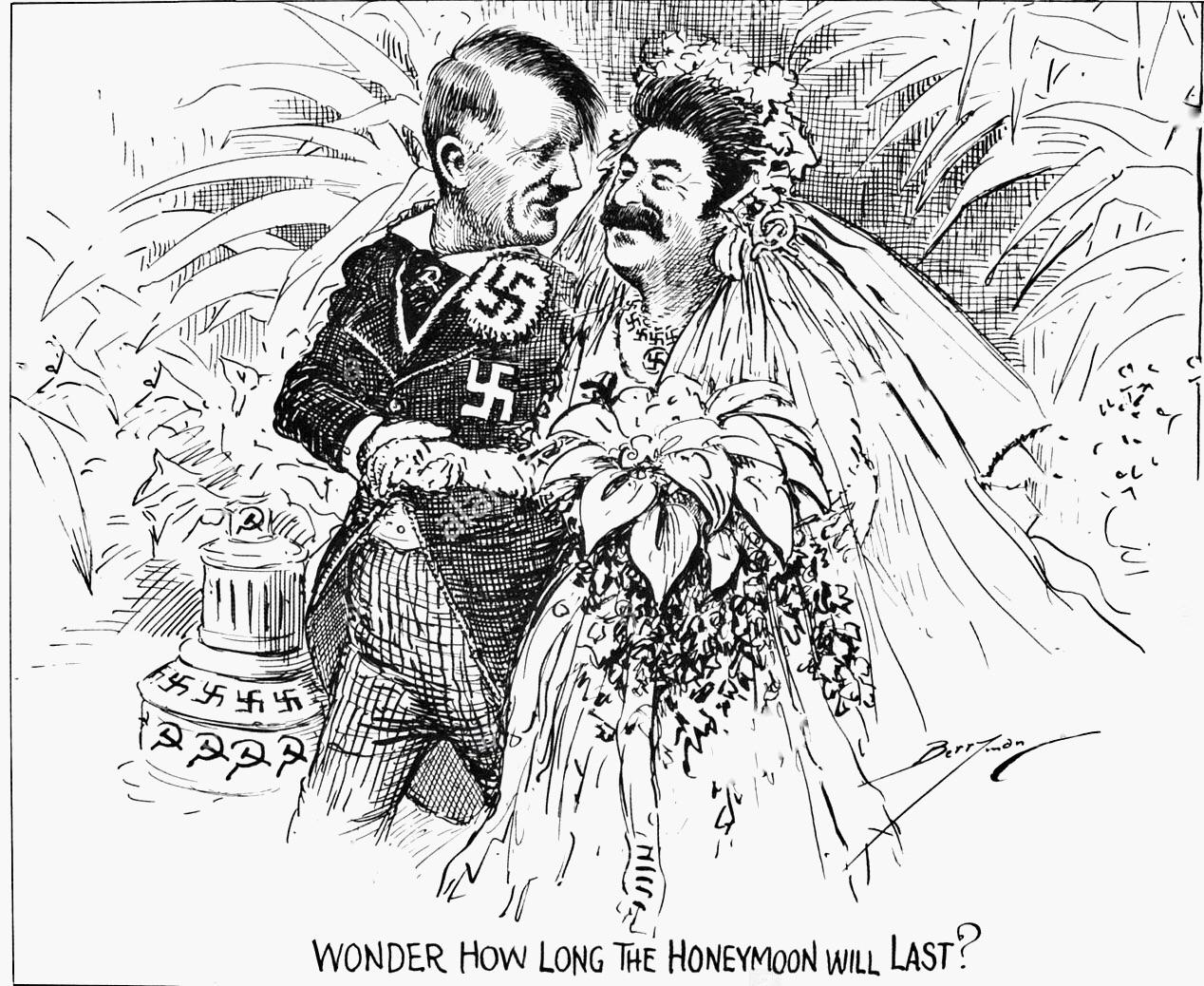
«Интересно, сколько продлится медовый месяц?». Клиффорд Берримен. («The Washington Star», октябрь 1939)

Германия и СССР остались не удовлетворены результатами Первой мировой войны (1914—1918). в частности Советская Россия как правопреемник Российской империи потеряла значительные территории в Восточной Европе в результате возникновения на этих землях ряда независимых и суверенных государственных образований, таких как Польша, Литва, Эстония, Латвия, Финляндия. В 1927 году возник кризис англо-советских отношений с угрозой полномасштабной войны СССР с Британской империей, Польшей, а возможно и целым блоком европейских государств. Как один из результатов этого кризиса, в СССР было начато укрепление обороноспособности и строительство оборонительной «линии Сталина»; руководство СССР взяло курс на масштабное военное производство и ускоренную индустриализацию, а «новая экономическая политика» с элементами рыночной экономики с 1928 года была свёрнута и заменена жёстким планированием. С 1930 года в СССР началась принудительная коллективизация, имевшая целью полный контроль над производством хлеба и иной сельскохозяйственной продукции. Таким образом, уроки военной тревоги 1927 года во многом легли в основу всех последующих событий 1930-х годов, происходивших в СССР.
В обстановке глобального экономического кризиса к власти в Германии в 1933 году пришла Национал-социалистическая немецкая рабочая партия (НСДАП) Адольфа Гитлера, развернувшая интенсивную подготовку к реваншу за поражение страны в Первой мировой войне. Прежде всего это касалось ревизии Версальского мирного договора в плане реализации курса на достижение военного паритета с ведущими мировыми державами.
К 1939 году в результате кризиса и краха Версальско-Вашингтонской системы международных отношений — системы мирового порядка, основы которого были заложены по завершении Первой мировой войны, — произошло оформление двух военно-политических блоков великих держав, в которых Великобритания и Франция противостояли Германии и Италии, к которым тяготела Япония. СССР и США занимали выжидательную позицию, рассчитывая использовать войну между этими блоками в своих интересах.
Уже с началом Второй мировой войны, до своего открытого военного столкновения с Германией 22 июня 1941 года, Советский Союз вёл свои собственные захватнические войны, преследуя свои геополитические цели и интересы (в соответствии с хорошо известными и широко декларируемыми планами большевиков по экспорту мировой революции во все страны мира), играя на противоречиях двух основных противоборствующих коалиций (антигитлеровской коалиции и стран «оси»). 23 августа 1939 года между Германией и СССР был подписан Договор о ненападении, секретная часть которого разграничивала сферы влияния государств-подписантов в Европе. Уже в сентябре 1939 года были развязаны совместные боевые действия Германии и СССР против Польши, положившие начало Второй мировой войне, где Вермахт и Красная армия выступили фактически союзниками.
В предвоенный период конца 1930-х годов между СССР и Германией были налажены активные экономические взаимоотношения и торговля. В 1940 году шли переговоры о возможном присоединении СССР к «оси» (см. «Пакт четырёх держав»), однако непомерные (по мнению Гитлера) геополитические аппетиты Сталина в итоге не позволили ему присоединиться к фашистскому блоку и привели к войне Германии и её сателлитов против СССР, на стороне находившегося практически в полной международной изоляции СССР выступили только марионеточные просоветские режимы Монголии и Тувы (последняя в итоге была аннексирована Советским Союзом в 1944 году).
Начавшаяся в 1941 году война между СССР и Германией естественным образом прекратила всякое взаимное сотрудничество двух сторон и предопределила присоединение СССР к антигитлеровской коалиции вместе с Великобританией, Францией и США. Нежелание распространения немецкого геополитического влияния на всю Европу и Евразию подтолкнули страны антигитлеровской коалиции рассмотреть СССР (волею обстоятельств оказавшегося противником германской экспансии) в качестве естественного союзника, что побудило Англию и США начать оказывать всевозможную военную помощь СССР в войне против Германии. Советский Союз оказался среди стран антигитлеровской коалиции, в итоге сыграв решающую роль в её победе.

## Польша (1939—1956)
Польша была первой страной, оккупированной Советским Союзом во время Второй мировой войны. Секретный протокол к пакту Молотова — Риббентропа предусматривал раздел Польши между Советским Союзом и нацистской Германией. В 1939 году общая площадь польских территорий, оккупированных Советским Союзом (включая территорию, переданную Литве и аннексированную в 1940 году при образовании Литовской ССР), составляла 201 015 квадратных километров, а население — 13,299 миллиона человек, из которых 5,274 миллиона были этническими поляками и 1,109 миллиона — евреями.
После окончания Второй мировой войны Советский Союз сохранил большую часть территорий, оккупированных им в 1939 году, а территории площадью 21 275 квадратных километров с 1,5 миллионами жителей были возвращены контролируемой коммунистами Польше, в частности, районы около Белостока и Пшемысля. В 1944—1947 годах более миллиона поляков были переселены с аннексированных территорий в Польшу (в основном на присоединенные территории).
Советские войска (Северная группа войск) находились на территории Польши с 1945 по 1993 год. Только в 1956 году официальные соглашения между коммунистическим режимом в Польше и Советским Союзом признали присутствие этих войск; поэтому многие польские ученые принимают использование термина «оккупация» для периода 1945—1956 годов. Другие ученые датируют советскую оккупацию до 1989 года. Правительство Польши в изгнании просуществовало до 1990 года.

## Балтийские государства (1940—1991)
Эстония, Латвия и Литва были независимыми государствами с 1918 года, пока не были оккупированы Красной армией в июне 1940 года и формально присоединены к СССР в августе 1940 года. Получив от нацистской Германии свободу действий в рамках германо-советского пакта о ненападении и секретного дополнительного протокола к нему от августа 1939 года, СССР в сентябре 1939 года оказал давление на эти три страны с целью заставить их разместить на совей территории советские военные базы. В случае отказа СССР установил бы воздушную и морскую блокаду и грозил немедленным нападением сотнями тысяч войск, сосредоточенных на границе. Советские вооруженные силы захватили политические системы этих стран в июне 1940 года и установили марионеточные режимы после фальсифицированных выборов в июле 1940 года.
Советизация была прервана немецкой оккупацией в 1941—1944 годах. Прибалтийское наступление восстановило советский контроль и возобновило советизацию, в основном завершенную к 1950 году. Принудительная коллективизация сельского хозяйства началась в 1947 году и была завершена после массовой депортации в марте 1949 года. Частные хозяйства были конфискованы, а крестьян заставили вступить в колхозы. Вооруженное движение сопротивления «лесных братьев» действовало до середины 1950-х годов. Сотни тысяч человек участвовали в этом движении или поддерживали его; десятки тысяч были убиты. Советские власти, боровшиеся с «лесными братьями», также понесли потери. Некоторые невинные гражданские лица были убиты с обеих сторон. Кроме того, действовало несколько подпольных националистических групп школьников. Большинство их членов были приговорены к длительным срокам заключения. Карательные акции быстро сократились после смерти Иосифа Сталина в 1953 году; в 1956—1958 годах значительной части депортированных и политзаключенных было разрешено вернуться.
Во время оккупации советские власти убили, арестовали, призвали в армию и депортировали сотни тысяч людей. В течение всего периода оккупации были совершены многочисленные другие преступления против человечности. Более того, пытаясь навязать идеалы коммунизма, власти намеренно демонтировали существующие социальные и экономические структуры и насаждали новые «идеологически чистые» иерархии. Это серьёзно подрывало экономику стран Балтии. Например, эстонские учёные оценили экономический ущерб, непосредственно связанный с оккупацией после Второй мировой войны, в сотни миллиардов долларов США (для сравнения ВВП Эстонии в 2006 году составил 21,28 миллиарда долларов). Советский экологический ущерб, нанесенный Эстонии, оценивается примерно в 4 миллиарда долларов. В дополнение к прямому ущербу, отсталая экономика привела к серьёзному неравенству в Северной Европе.
В конце концов, попытка интегрировать эстонское общество в советскую систему провалилась. Хотя вооруженное сопротивление потерпело поражение, население сохранило антисоветские настроения. Это помогло эстонцам организовать новое движение сопротивления в конце 1980-х годов, восстановить свою независимость в 1991 году, а затем быстро развить современное общество.
Несмотря на аннексию Советским Союзом в 1940 году, поэтому правильно говорить об оккупации стран Балтии, ссылаясь, в частности, на отсутствие советского правового титула. Длительная оккупация была неортодоксальной. До 1991 года статус трех стран напоминал классическую оккупацию по следующим важным параметрам: внешний контроль со стороны несанкционированной на международном уровне силы и конфликт интересов между иностранной державой и жителями. Однако в других аспектах ситуация сильно отличалась от классической оккупации. Как факт включения стран Балтии в состав СССР в качестве советских республик без каких-либо оговорок, так и длительная продолжительность советского правления ставят под сомнение применимость всех правил оккупации с практической точки зрения. Несмотря на факт аннексии, присутствие СССР в странах Балтии оставалось оккупацией sui generis.
Хотя в позднем СССР (в период перестройки и гласности) осудили пакт Молотова — Риббентропа, как непосредственную предтечу оккупации, в настоящее время политика правопреемницы СССР Российской Федерации заключается в отрицании того, что события представляли собой оккупацию или были незаконными в соответствии с применимыми (международными) законами.

## Финские территории (1940)

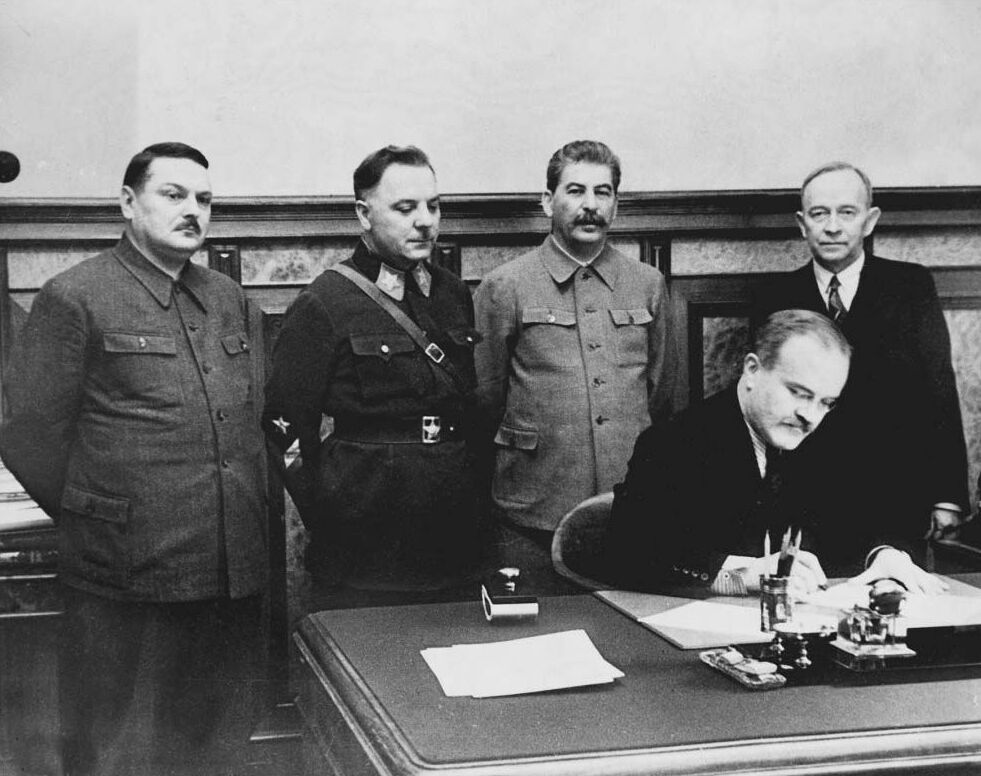
Молотов подписывает соглашение между Советским Союзом и Финской Демократической Республикой, существовавшей на оккупированных территориях во время Зимней войны с Финляндией, Москва, 2 декабря 1939

Советский Союз потребовал перенести финскую границу дальше от Ленинграда. СССР также настаивал на передаче Финляндии в аренду полуострова Ханко (или аналогичной территории у входа в Финский залив) для создания военно-морской базы Красного Балтийского флота. Однако Финляндия отказалась, и Советский Союз вторгся в страну, начав Зимнюю войну. СССР создал Финляндскую демократическую республику (фин. Suomen kansanvaltainen tasavalta), недолговечный советский марионеточный режим на оккупированных карельских территориях. Во время войны советские войска также оккупировали муниципалитет Петсамо на побережье Баренцева моря.
Московский мирный договор положил конец оккупации 12 марта 1940 года, поскольку Финляндия была вынуждена уступить часть Карелии. Эти земли составляли 8 % территории страны, включали второй по величине город Финляндии Виипури и большую часть финской промышленности. Около 422 000 жителей Карелии — 12 % населения Финляндии — предпочли эвакуироваться за новую границу и потерять свои дома, чем стать советскими подданными. Военные войска и оставшееся гражданское население были спешно эвакуированы. Финляндии также пришлось уступить часть района Салла, полуостров Рыбачий в Баренцевом море и четыре острова в Финском заливе. Уступленные территории были включены в состав Карельской АССР и образовали Карело-Финскую ССР.
Когда военные действия возобновились в 1941 году, финские войска вернули утраченные территории, а затем до конца года продвинулись дальше до реки Свирь и Онежского озера. В ходе советского наступления на финнов в 1944 году продвижение Красной Армии было остановлено финнами до достижения границы 1940 года или, в единственном случае, когда это произошло, Красная Армия была быстро отброшена финской контратакой. В ходе переговоров, последовавших за остановкой советского наступления, финны уступили Советскому Союзу муниципалитет Петсамо по Московскому перемирию. Советские войска отбили муниципалитет у немцев в ходе Петсамо-Киркенесской наступательной операции.

## Бессарабия и Северная Буковина (1940)
Советский Союз, который не признавал суверенитет Румынии над Бессарабией со времен союза 1918 года, 28 июня 1940 года выдвинул ультиматум, требуя эвакуации румынских военных и администрации с оспариваемой территории, а также из северной части румынской провинции Буковина. Под давлением Москвы и Берлина румынская администрация и вооруженные силы отступили, чтобы избежать войны. Адольф Гитлер использовал советскую оккупацию Бессарабии как оправдание для оккупации Германией Югославии и Греции и нападения Германии на СССР.

## После вступления Советского Союза во Вторую мировую войну

Карта Восточного блока

22 июня 1941 года началась операция «Барбаросса», положившая начало Великой Отечественной войне. Ведущие европейские страны Оси вторглись в СССР, тем самым нарушив германо-советский договор о ненападении. В ходе военных действий между Советским Союзом и странами Оси, приведших к полному военному поражению последних, СССР полностью или частично оккупировал территорию Германии и её сателлитов, а также территории некоторых оккупированных Германией государств и Австрии. Некоторые из них стали советскими государствами-сателлитами, а именно: Польская Народная Республика, Венгерская Народная Республика, Чехословацкая Социалистическая Республика, Румынская Народная Республика, Народная Республика Болгария, Народная Республика Албания; позднее на основе советской зоны оккупации Германии была образована Восточная Германия.

### Иран (1941—1946)
25 августа 1941 года войска Великобритании и Содружества и Советский Союз совместно вторглись в Иран (вторжение вошло в западную историографию под названием «Операция „Согласие“»). Вторжение осуществлялось под предлогом необходимости «охраны» иранских нефтяных месторождений и обеспечения союзнических линий снабжения (см. «Трансиранский маршрут») для СССР, находившегося в состоянии войны с Германией. В дальнейшем Советский Союз создал Демократическую Республику Азербайджан в Иранском Азербайджане и Республику Курдистан в Иранском Курдистане, а остальную часть Северного Ирана просто оккупировал. Попытка создать Хорасанскую республику в Иранском Хорасане провалилась, мятеж просоветских таджиков-военных был подавлен иранским правительством. Установление марионеточных режимов в этих регионах советской пропагандой были провозглашены «социалистическими революциями». Все эти образования фактически управлялись из Москвы, куда за инструкциями ездили лидеры этих марионеточных государств, аппарат местной администрации составляли советские советники, функционирование местных режимов обеспечивалось советскими войсками, всё снабжение шло напрямую из СССР. Как только советские войска покинули территорию Ирана в 1946 году, все указанные просоветские республики в короткий срок пали.

### Венгрия (1944)
В июле 1941 года Королевство Венгрия, член Тройственного пакта, приняло участие в операции «Барбаросса» в союзе с нацистской Германией. Венгерские войска сражались плечом к плечу с вермахтом и продвинулись через Украинскую ССР вглубь России, вплоть до Сталинграда. Однако к концу 1942 года Красная армия начала теснить вермахт, проведя ряд наступательных операций, которые предшествовали вторжению Красной Армии на территорию Венгрии в 1943—1944 годах. В сентябре 1944 года советские войска перешли границу Венгрии, начав Будапештскую наступательную операцию. Поскольку венгерская армия игнорировала перемирие с СССР, подписанное правительством Миклоша Хорти 15 октября 1944 года, советские войска пробивались дальше на запад против венгерских войск и их немецких союзников, захватив столицу 13 февраля 1945 года. Операции продолжались до начала апреля 1945 года, когда последние немецкие войска и оставшиеся верными им венгерские войска были выбиты из страны.
Перед передачей власти от оккупационных сил венгерским властям Советский Союз позаботился о том, чтобы в стране было создано лояльное послевоенное правительство, в котором доминировали бы коммунисты. Присутствие советских войск в стране регулировалось договором о взаимопомощи, заключенным между советским и венгерским правительствами в 1949 году. Венгерская революция 1956 года была спонтанным всенародным восстанием против коммунистического правительства Венгрии и навязанной ему советской политики. Объявив о готовности вести переговоры о выводе советских войск, советское Политбюро изменило свое решение. 4 ноября 1956 года крупные объединённые военные силы Варшавского договора, возглавляемые Москвой, вошли в Будапешт, чтобы подавить вооруженное сопротивление, убив при этом тысячи мирных жителей.
После распада Советского Союза последний советский солдат покинул страну в 1991 году, положив тем самым конец советскому военному присутствию в Венгрии.

### Румыния (1944)

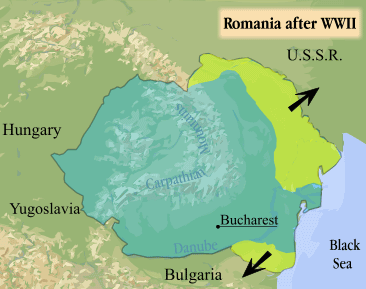
Карта Румынии после Второй мировой войны с указанием утраченных территорий.

Вторая Ясско-Кишиневская наступательная операция советских войск привела к поражению Румынии, последующему королевскому перевороту и переходу Румынии от Оси к союзникам. Советские войска находились в этой стране с 1944 по 1958 год. 12 сентября 1944 года, когда Красная Армия уже контролировала большую часть территории Румынии, между Румынией и СССР было подписано Соглашение о перемирии, по которому Румыния уступила территории, которыми она управляла ранее в ходе войны, и подчинилась союзной комиссии в составе Советского Союза, США и Великобритании. На местах де-факто доминирующую власть осуществляло советское военное командование, а не западные союзники. Присутствие и свободное передвижение советских войск было четко оговорено в соглашении.
Условия Соглашения о перемирии прекратили свое действие 15 сентября 1947 года, так как вступили в силу условия Парижских мирных договоров 1947 года. Новый договор предусматривал вывод всех союзных войск из Румынии с важной оговоркой, что такой вывод осуществляется «при условии права Советского Союза держать на румынской территории такие вооруженные силы, которые ему могут понадобиться для поддержания линий связи Советской Армии с советской зоной оккупации в Австрии».
После подписания соглашения советское присутствие сократилось со 130 000 военнослужащих (пик пришелся на 1947 год) до приблизительно 30 000. Войска были полностью выведены к августу 1958 года.
Сравнивая советскую оккупацию Румынии с оккупацией Болгарии, Дэвид Стоун отмечает: «В отличие от Болгарии, Румыния имела мало культурных и исторических связей с Россией и фактически вела войну против Советского Союза. В результате советская оккупация оказалась тяжелее для румынского народа, а сами войска были менее дисциплинированными».

### Болгария (1944)
5 сентября 1944 года Советский Союз объявил войну Болгарии, а 8 сентября войска Красной армии вступили на территорию страны, не встретив сопротивления со стороны болгарской армии. К следующему дню советские войска заняли северо-восточную часть Болгарии вместе с ключевым портовым городом Варна. 8 сентября 1944 года Болгария объявила войну нацистской Германии. Гарнизонные отряды с офицерами «Звено» во главе свергли правительство накануне 9 сентября, заняв стратегические ключевые пункты в Софии и арестовав министров. Новое правительство Отечественного фронта было назначено 9 сентября с Кимоном Георгиевым в качестве премьер-министра. Болгария подверглась советской оккупации, советские войска были выведены в 1947 году.

### Тува(1944)
Возможно, что первая попытка присоединиться к СССР была предпринята руководством ТНР ещё в 1939 году, однако информации об этом сохранилось мало. Следующее прошение о принятии Тувы в состав СССР было отправлено Генеральным Секретарём ТНРП Салчаком Токой 26 апреля 1941 года. Кроме Генерального Секретаря, прошение также подписали все члены политбюро ЦК ТНРП. Считается, что возможно, прошение 1941 года не было сразу удовлетворено СССР, в основном по внешнеполитическим причинам — из-за неудач во время войны с Финляндией и дальнейшем вступлении в войну с Германией, однако это не мешало руководству ТНР называть в официальных документах Советский Союз «социалистической родиной».
В 1943 и 1944 годах Салчак Тока встречался с наркомом иностранных дел СССР Вячеславом Молотовым, где вновь поднимался вопрос о присоединении ТНР. Положительный ответ на прошение 1941 года был направлен в Туву в августе 1944 года, после чего, 17 августа 1944 года VII сессия Малого Хурала ТНР приняла декларацию о вхождении Тувинской Народной Республики в состав СССР, обратившись с соответствующим ходатайством в Верховный Совет СССР. Указом президиума Верховного Совета от 11 октября 1944 года ходатайство было удовлетворено и Тува вошла в состав РСФСР на правах автономной области. В связи с этим Тувинская народно-революционная армия прекратила своё существование и была преобразована в Отдельный 7-й кавалерийский полк Краснознамённого Сибирского военного округа. Тувинское министерство военных дел было преобразовано в Областной военный комиссариат.
Несмотря на явную доброжелательность властей ТНР по отношению к СССР, многие исследователи рассматривают присоединение Тувы как аннексию. В пользу этого говорит, в первую очередь, то, что ТНР присоединилась к Советскому Союзу не по результатам референдума или плебисцита, а решением руководства страны, которое находилось под полным советским влиянием. Так, в 1939 году в Туву прибыла группа советников, в задачи которой входила разработка новой Конституции республики и программы ТНРП. Руководителем этой группы был Андрей Жданов, который впоследствии поспособствовал присоединению Эстонии к СССР. Также немаловажным является то, что почти вся политическая элита ТНР получила образование в Советском Союзе. Например, Генеральный секретарь ТНРП Салчак Тока был выпускником Коммунистического университета трудящихся Востока. Кроме того, руководство ТНР вплоть до ноября 1944 года скрывало от граждан сам факт присоединения Тувы к Советскому Союзу.

### Чехословакия (1944)
Осенью 1944 года, когда северная и восточная части Закарпатья были захвачены Красной армией, делегация чехословацкого правительства во главе с министром Франтишеком Немецем прибыла в Хуст для создания временной чехословацкой администрации, согласно договорам между советским и чехословацким правительствами от того же года. Однако через несколько недель Красная Армия и НКВД начали препятствовать работе делегации, и в Мукачево под охраной Красной Армии был создан «Национальный комитет Закарпато-Украины». 26 ноября этот комитет под руководством Ивана Туряницы (русина, дезертировавшего из чехословацкой армии) провозгласил волю украинского народа отделиться от Чехословакии и присоединиться к Советской Украине. После двух месяцев конфликтов и переговоров чехословацкая правительственная делегация отбыла из Хуста 1 февраля 1945 года, оставив Карпатскую Украину под советским контролем. После Второй мировой войны, 29 июня 1945 года, между Чехословакией и Советским Союзом был подписан договор, официально уступивший Карпато-Украину Советскому Союзу.
После взятия Праги Красной армией в мае 1945 года советские войска были выведены в декабре 1945 года в рамках соглашения о том, что все советские и американские войска покидают страну.

### Северная Норвегия (1944—1946) и Борнхольм, Дания (1945—1946)

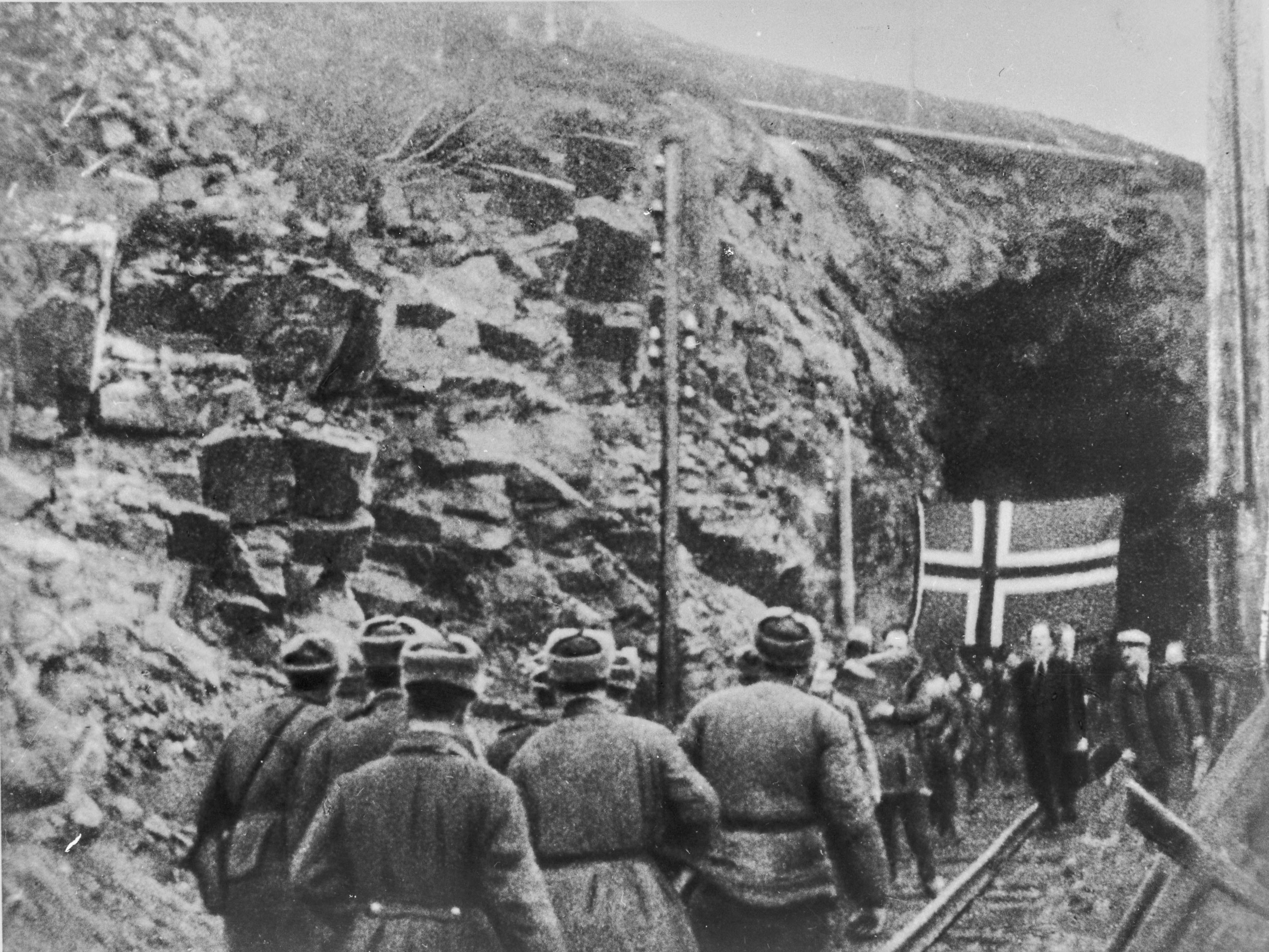
Жители северной Норвегии встречают советских солдат, 1944 год

В 1944—1946 годах советские войска оккупировали северную Норвегию и датский остров Борнхольм, стратегически расположенный у входа в Балтийское море. Замысел Сталина заключался в том, чтобы попытаться заполучить военные базы в этих местах после войны. В марте 1945 года советский заместитель посла предложил захватить Борнхольм, и 4 мая Балтийский флот получил приказ оккупировать остров.
Борнхольм подвергся сильной бомбардировке советской авиации в мае 1945 года. Герхард фон Кампц, немецкий высший офицер, не предоставил письменной капитуляции, как того требовало советское командование, поэтому несколько советских самолётов безжалостно разрушили более 800 гражданских домов в Рённе и Нексё и серьёзно повредили ещё около 3000 домов в течение 7-8 мая 1945 года. 9 мая на остров высадился советский морской десант, и после коротких боестолкновений немецкий гарнизон капитулировал. В течение 10—11 мая производилось разоружение немецкого гарнизона, а на Борнхольм был доставлен весь 132-й стрелковый корпус (7687 человек).
15 мая последовало сообщение Советского правительства, что Борнхольм занят временно и будет немедленно передан Дании после «разрешения военных вопросов в Германии». Советские войска находились на острове около года и покинули его 5 апреля 1946 года. Порты острова использовались как базы лёгких сил Балтийского флота при проведении траления Балтийского моря от морских мин.

### Восточная Германия (1945—1949)
Советская оккупационная зона Германии — это территория восточной Германии, оккупированная Советским Союзом с 1945 года. В 1949 году она стала Германской Демократической Республикой, также известная как Восточная Германия.
В 1955 году Советский Союз объявил республику полностью суверенной, однако советские войска остались на территории республики в соответствии с Потсдамским соглашением четырёх держав. Поскольку войска НАТО оставались в Западном Берлине и Западной Германии, ГДР и Берлин в частности стали очагами напряженности холодной войны.
Разделительный барьер между Западной и Восточной Германией, Берлинская стена, известная в Советском Союзе и в Восточной Германии как «Антифашистский оборонительный вал», была построена в 1961 году.
Договор об окончательном урегулировании в отношении Германии, подписанный в Москве, предусматривал вывод всех советских войск из Германии к концу 1994 года. Заключение договора об окончательном урегулировании открыло путь к объединению Восточной и Западной Германии. Официальное политическое объединение произошло 3 октября 1990 года.
Одним из результатов оккупации стали дети, отцом которых был русский солдат, либо через романтические отношения, либо через отношения по расчету, либо через изнасилование. В течение десятилетий эти дети испытывали дискриминацию со стороны общества, но после вывода войск и развития перестройки некоторые из этих «потерянных детей красноармейцев» предприняли публичные попытки узнать больше о своих русских отцах.

### Австрия (1945—1955)

Оккупационные зоны в Австрии

Советская оккупация Австрии продолжалась с 1945 по 1955 год. В конце войны Австрия и Вена были разделены на 4 зоны оккупации в соответствии с условиями Потсдамской конференции. Советский Союз экспроприировал более 450 предприятий, ранее принадлежавших Германии, и создал Управление советским имуществом в Австрии, или УСИА. На долю этих предприятий приходилось менее 10 % австрийской рабочей силы на пике в 1951 году и менее 5 % австрийского ВВП в то время.
15 мая 1955 года был подписан Австрийский государственный договор, официально устанавливающий независимость и суверенитет Австрии. Договор вступил в силу 27 июля, а последние войска союзников покинули страну 25 октября.

### Маньчжурия (1945—1946)
Советское вторжение в Маньчжурию, или Маньчжурская стратегическая наступательная операция, как её называли советские войска, началась 9 августа 1945 года с советского вторжения в японское марионеточное государство Маньчжоу-Го и стала крупнейшей кампанией советско-японской войны 1945 года, которая возобновила военные действия между Советским Союзом и Японской империей после более чем 4 лет мира. Советскими завоеваниями на континенте стали Маньчжоу-Го, Мэнцзян (Внутренняя Монголия) и север Корейского полуострова. Быстрое поражение Квантунской армии Японии стало очень важным фактором в капитуляции Японии и окончании Второй мировой войны, поскольку Япония поняла, что русские готовы и способны взять на себя расходы по вторжению на её внутренние острова после быстрого завоевания Маньчжурии и южного Сахалина.

### Корея (1945—1948)
В августе 1945 года Советская Армия создала Советскую гражданскую администрацию для управления страной до установления внутреннего режима. По всей стране были созданы временные комитеты, в которые на ключевые посты были назначены коммунисты. В феврале 1946 года было сформировано временное правительство под названием Временный Народный Комитет Северной Кореи под руководством Ким Ир Сена. Советские войска покинули страну в 1948 году, а несколько лет спустя, в попытке объединить Корею под властью коммунистов, разразилась Корейская война.

### Курильские острова (1945)
После того как 14 августа 1945 года Япония приняла Потсдамскую декларацию и 15 августа 1945 года объявила об окончании войны, Советский Союз начал вторжение на Курильские острова, которое проходило с 18 августа по 3 сентября, изгнав японских жителей два года спустя.

### Карафуто (1945)
Южная часть острова Карафуто (Сахалин) по окончании Русско-японской войны 1904-1905 гг. оказалась под властью Японии. После окончания Второй мировой войны остров полностью перешёл под контроль Советского Союза.

## Холодная война

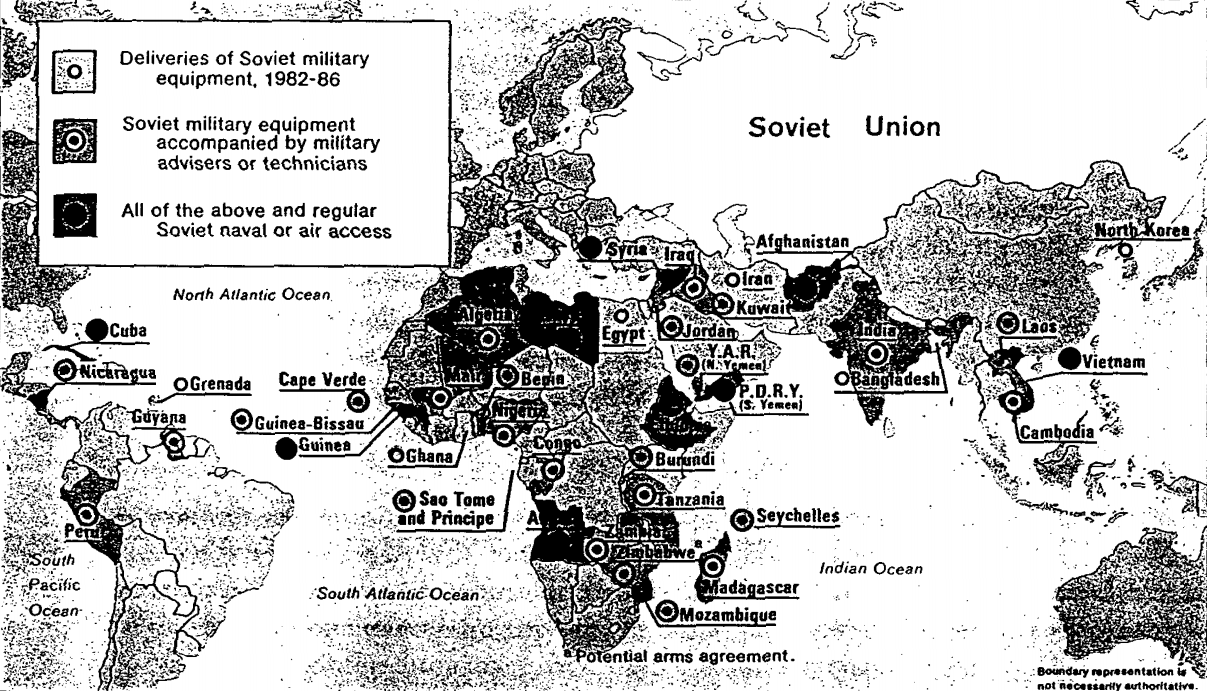
Военные базы и военное присутствие СССР за рубежом на 1987 год

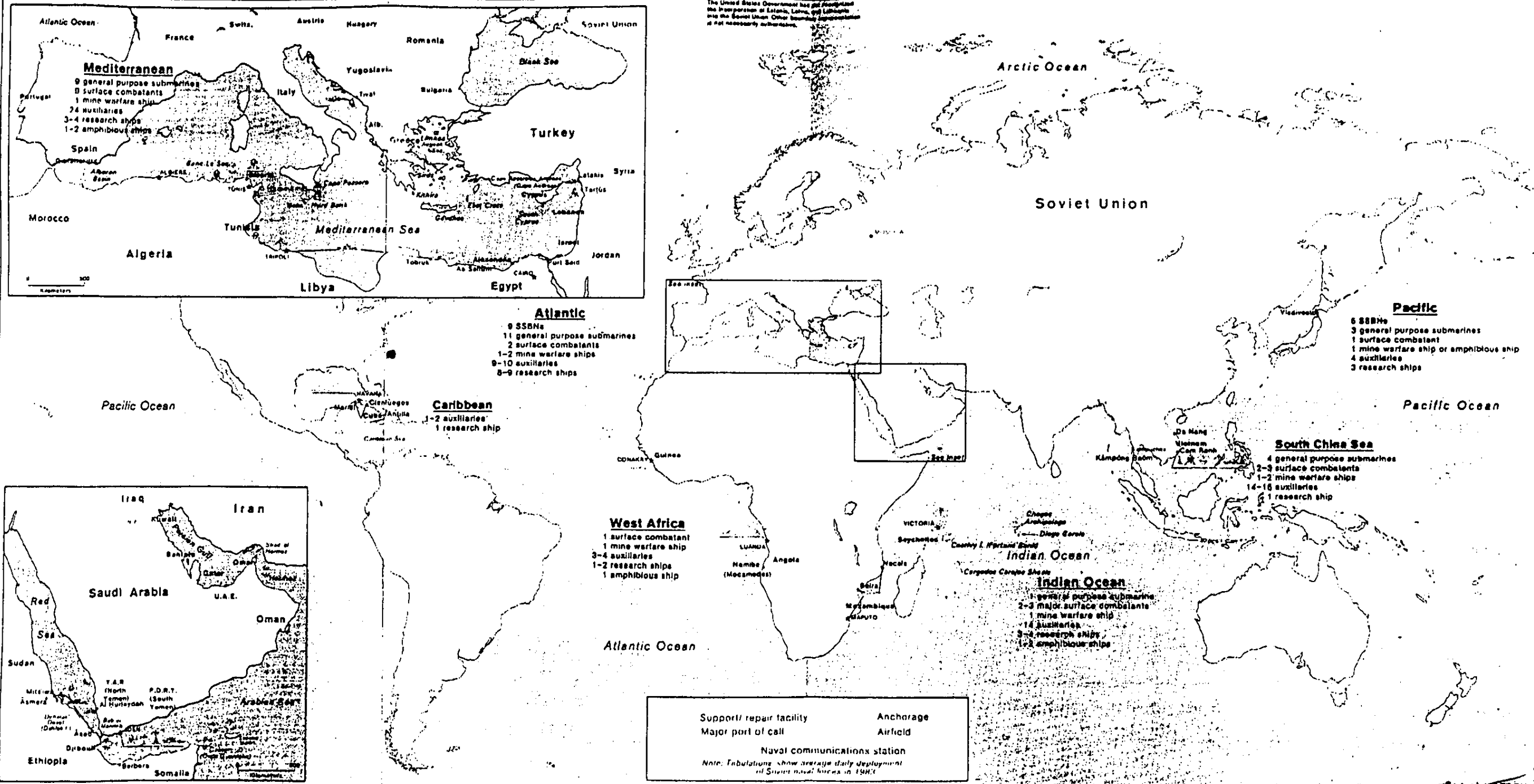
Военно-морские базы ВМФ СССР за рубежом на 1984 год

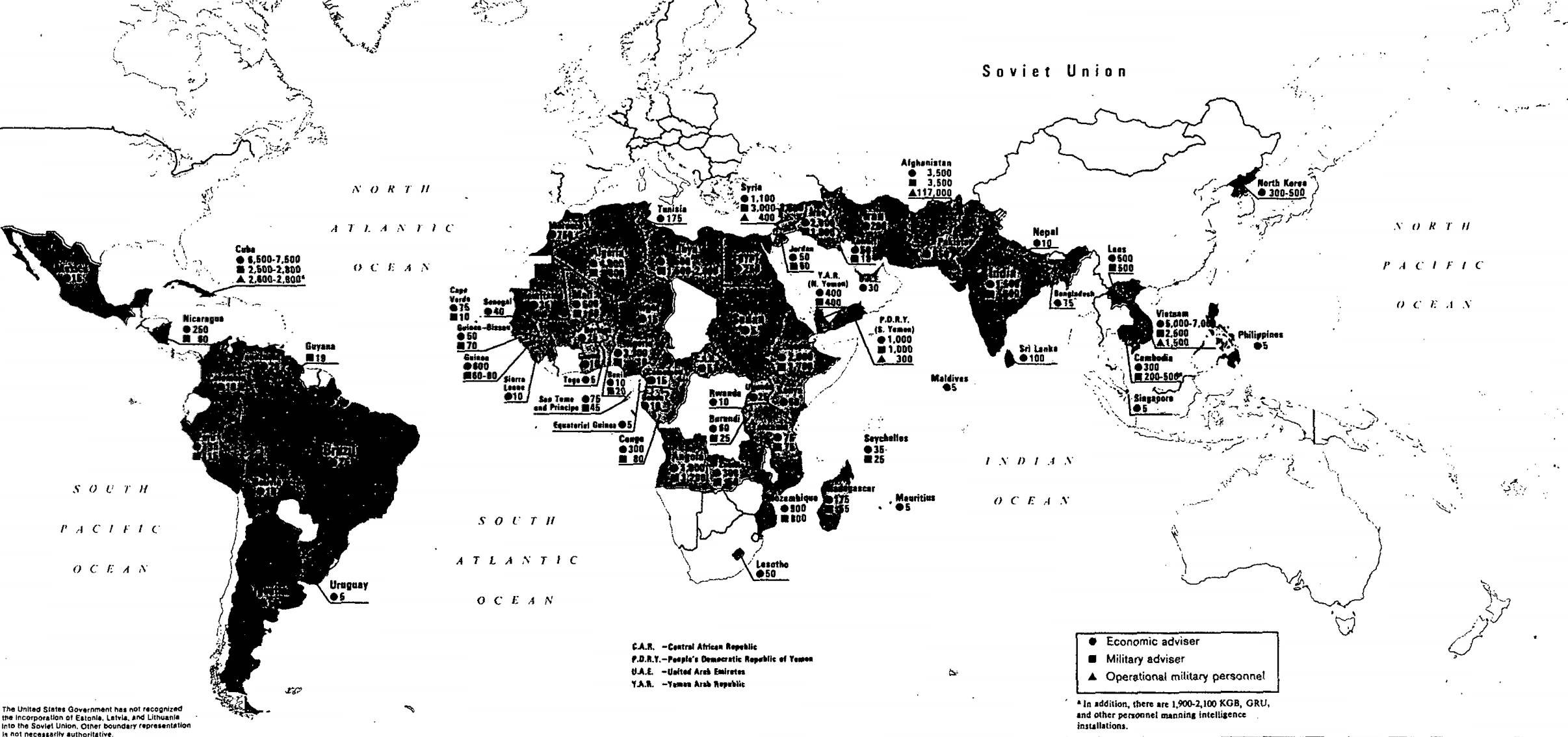
Советское военное и экономическое сотрудничество со странами третьего мира на 1987 год

### Венгерская революция 1956 года
Венгерская революция 1956 года была спонтанным всенародным восстанием против коммунистического правительства Венгрии и навязанной ему советской политики. Объявив о готовности к переговорам о выводе советских войск, советское Политбюро изменило свое решение и принялось подавлять революцию. 4 ноября 1956 года крупные объединённые военные силы Варшавского договора, возглавляемые Москвой, вошли в Будапешт, чтобы подавить вооруженное сопротивление.
Советская интервенция под кодовым названием «Операция „Вихрь“» была начата маршалом Иваном Коневым. Пять советских дивизий, размещенных в Венгрии до 23 октября, были увеличены до общей численности в 17 дивизий. Для проведения операции в Венгрию были переброшены 8-я механизированная армия под командованием генерал-лейтенанта Амазаспа Бабаджаняна и 38-я армия под командованием генерал-лейтенанта Хаджи-Умара Мамсурова из соседнего Прикарпатского военного округа.
В 3:00 утра 4 ноября советские танки ворвались в Будапешт вдоль Пештской стороны Дуная в два наступления — одно с юга, другое с севера, разделив таким образом город пополам. Бронетанковые части вошли в Буду и в 4:25 утра произвели первые выстрелы по армейским казармам на дороге Будаырши. Вскоре после этого огонь советской артиллерии и танков был слышен во всех районах Будапешта. Операция «Вихрь» объединила удары авиации, артиллерии и скоординированные действия танков и пехоты 17 дивизий. К 8:00 утра организованная оборона города испарилась после захвата радиостанции, и многие защитники отступили на укрепленные позиции. Основная тяжесть боев выпала на долю венгерского гражданского населения, и советским войскам зачастую было невозможно отличить военные цели от гражданских. По этой причине советские танки часто ползли по главным дорогам, ведя беспорядочный огонь по зданиям. Венгерское сопротивление было наиболее сильным в промышленных районах Будапешта, которые подвергались сильным ударам советской артиллерии и авиации. Последний очаг сопротивления призвал к прекращению огня 10 ноября. Более 2500 венгров и 722 советских военнослужащих были убиты и тысячи ранены.

### Чехословакия (1968—1989)
В 1948 году Чешская коммунистическая партия получила значительную часть голосов в политической жизни Чехословакии, что привело к коммунистическому периоду без непосредственного советского военного присутствия. 1950-е годы характеризовались как репрессивный период в истории страны, но к 1960-м годам местное социалистическое руководство взяло курс на экономические, социальные и политические реформы. Однако ряд видных чешских коммунистов вместе с чешской службой безопасности устроили заговор против ограниченного внедрения рыночной системы, личных свобод и обновления гражданских ассоциаций (см. «Социализм с человеческим лицом»), используя поддержку России для укрепления позиций коммунистической партии.
Леонид Брежнев, генеральный секретарь Коммунистической партии Советского Союза, отреагировал на эти реформы объявлением «Доктрины Брежнева», и 21 августа 1968 года около 750 000 войск Варшавского договора, в основном из Советского Союза, Польши, Болгарии и Венгрии, с танками и пулеметами оккупировали Чехословакию, депортировали тысячи людей и быстро сорвали все реформы. Большинство крупных городов были захвачены и взяты по отдельности; однако основное внимание вторжения было сосредоточено на Праге, особенно на государственных органах, чешском телевидении и радио.
Правительство Чехословакии провело чрезвычайное заседание и громко выразило свое несогласие с оккупацией. Многие граждане присоединились к протестам, и к сентябрю 1968 года в ходе конфликтов погибли по меньшей мере 72 человека и ещё сотни получили ранения. За короткое время после оккупации, которая положила конец всяким надеждам, порожденным Пражской весной, около 100 000 человек покинули Чехословакию. За все время оккупации страну покинули более 700 000 человек, включая значительную часть чехословацкой интеллигенции. В ответ коммунисты лишили многих из этих беженцев чехословацкого гражданства и запретили им возвращаться на родину.
На заседании Совета Безопасности ООН Яков Малик, советский посол в ООН, выступил с заявлением, в котором утверждалось, что военная интервенция была ответом на просьбу правительства Чехословакии. Советский Союз, будучи постоянным членом Совета Безопасности, имея право вето, смог обойти любые резолюции ООН о прекращении оккупации.
Конец Пражской весны стал ясен к декабрю 1968 года, когда новый президиум Коммунистической партии Чехословакии принял так называемые «Инструкции по критическому развитию страны и общества после XIII съезда Коммунистической партии Чехословакии». Под видом «нормализации» все аспекты неосталинизма были возвращены в повседневную политическую и экономическую жизнь.
В 1987 году советский лидер Михаил Горбачев признал, что его политика либерализации — гласность и перестройка — во многом обязана социализму с человеческим лицом Дубчека. Когда Горбачева спросили, какая разница между Пражской весной и его собственными реформами, он ответил: «Девятнадцать лет».
Советская оккупация Чехословакии закончилась в 1989 году Бархатной революцией, за 2 года до распада Советского Союза. Последние оккупационные войска покинули страну 27 июня 1991 года.
Во время визита в Прагу в 2007 году Владимир Путин заявил, что чувствует моральную ответственность за события 1968 года и что Россия их осуждает.

### Афганистан (1979—1989)

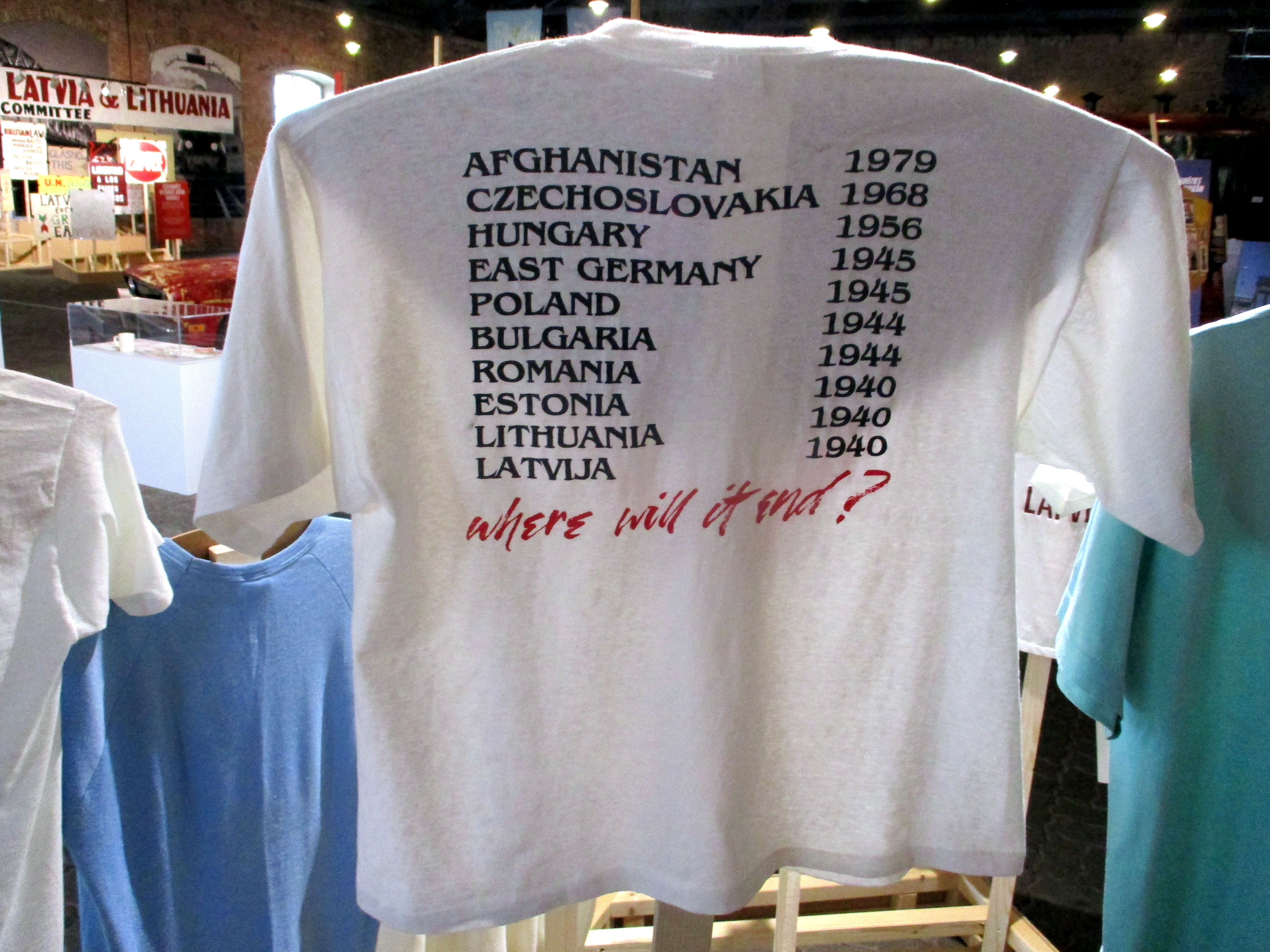
Западная футболка с перечислением советских военных оккупаций с 1940 по 1979 гг. с подписью «Где это прекратится?»

Ученые и историки утверждают, что Афганистан находился под советским влиянием ещё с 1919 года, когда Афганистан начал получать помощь для противодействия англосфере Британской империи. Основная советская техническая помощь, военная помощь и экономические отношения развивались в 1950-х годах, после чего в 1970-х годах произошла коммунистическая революция. В связи с угрозой афганскому коммунистическому правительству, правительство пригласило Советский Союз вторгнуться в Афганистан, которое началось с наступлением полуночи 24 декабря 1979 года. СССР организовал массированную военную переброску по воздуху в Кабул, в которой участвовало около 280 транспортных самолётов и 3 дивизии численностью почти 8500 человек каждая. В течение двух дней Советский Союз захватил контроль над Афганистаном, сначала обеспечив безопасность Кабула путем развертывания специального советского штурмового подразделения против дворца Даруламан, где элементы афганской армии, верные Хафизулле Амину, оказали ожесточенное, но короткое сопротивление. После смерти Амина во дворце, Бабрак Кармаль, изгнанный лидер фракции Парчам НДПА, был назначен Советами новым главой правительства Афганистана.
Пик боевых действий пришелся на 1985-86 годы. Советские войска предприняли самые крупные и эффективные наступления на линии снабжения моджахедов, прилегающие к Пакистану. Крупные кампании также заставили моджахедов перейти к обороне под Гератом и Кандагаром. 15 февраля 1989 года последние советские войска по графику покинули Афганистан.